# Akvaristika

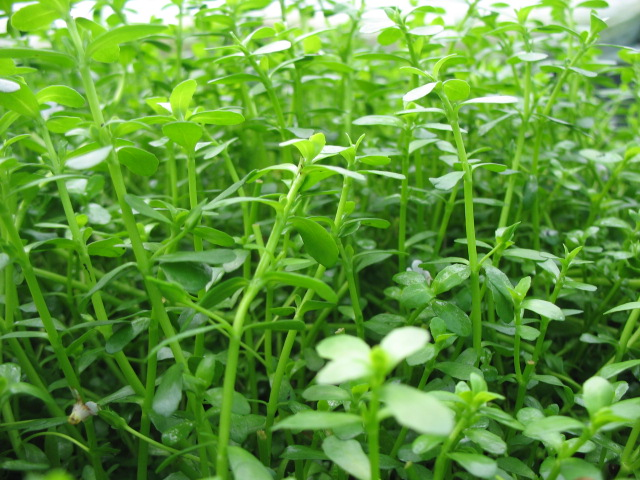
Příklad akvarijní rostliny

Akvaristika je chov vodních živočichů a pěstování vodních rostlin v akváriích. Zakládání a provoz akvárií v domácnostech je oblíbená zájmová činnost. Od poloviny devatenáctého století, kdy byl vyroben první předchůdce dnešních moderních akvárií, se akvaristika rozvinula a dnes využívá k vytvoření vhodného prostředí pro vodní obyvatele mnohé pokročilé technologie. Jedná se zejména o různé metody čištění (filtrace) a úpravy vody, osvětlení a vytápění.
Mezi akvárii, která provozují amatéři, lze najít jak obyčejné skleněné koule s jednou rybou, tak i komplexní simulované ekosystémy s pečlivě navrženými podpůrnými zařízeními. Akvária se většinou rozdělují na sladkovodní a mořská, nebo na tropická a studenovodní. Tyto a další vlastnosti popisují, jaké druhy ryb nebo jiných živočichů mohou v akváriu úspěšně žít. Obyvatelé akvárií často pocházejí z odchytů ve volné přírodě, ale stále více jich je v důsledku rozvíjejícího se akvaristického obchodu odchováváno v zajetí.
Mnoho akvaristů vynakládá značné úsilí, aby svým chovancům v nádrži zabezpečili podmínky, které věrně napodobují jejich přirozené prostředí. Toho se dosahuje pečlivou kontrolou mnoha různých parametrů vody, množství přiváděných živin, odstraňování znečištění produkovaného chovanými živočichy a dalšími postupy. Důležité je také sledování oběhu dusíku, počínaje jeho pronikáním do akvária ve formě krmiva, přes jedovaté dusíkaté látky (dusitany) obsažené ve výkalech ryb až k jejich přeměně na méně nebezpečné dusičnany bakteriemi žijícími zejména na dně v procesu nitrifikace. Jednou z hlavních věcí je samozřejmě výběr správných druhů živočichů k chovu.

## Historie akvaristiky ve světě

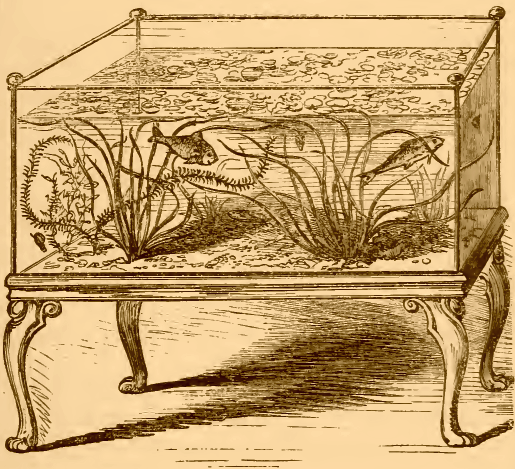
Studenovodní akvárium se zákrutichou, vodním morem, karasem zlatým, ploticí a střevlí The book of the aquarium and water cabinet, 1856.

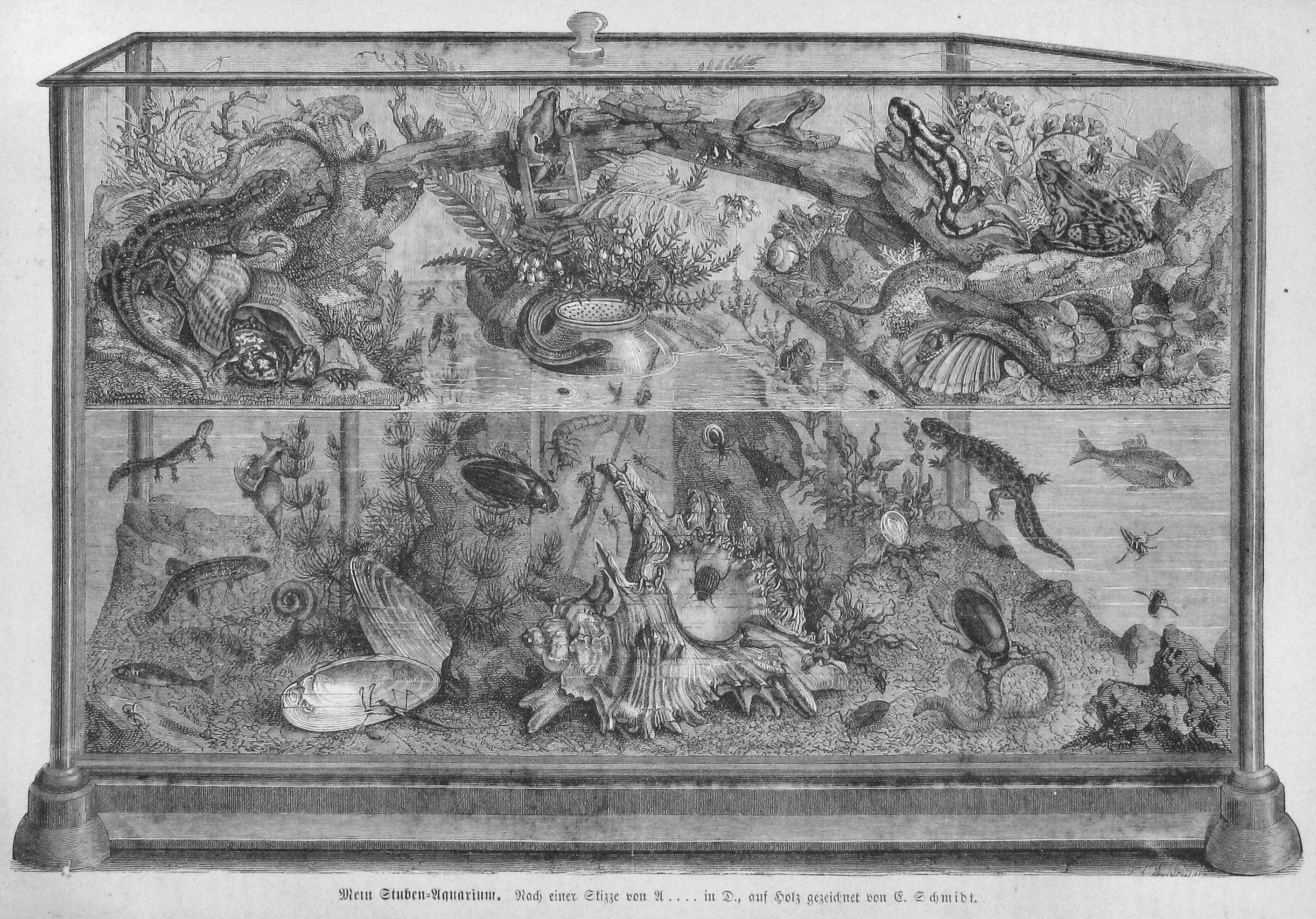
Studenovodní akvaterárium s bezobratlými, rybami, obojživelníky a plazy, ilustrace z časopisu Die gartenlaube, 1873.

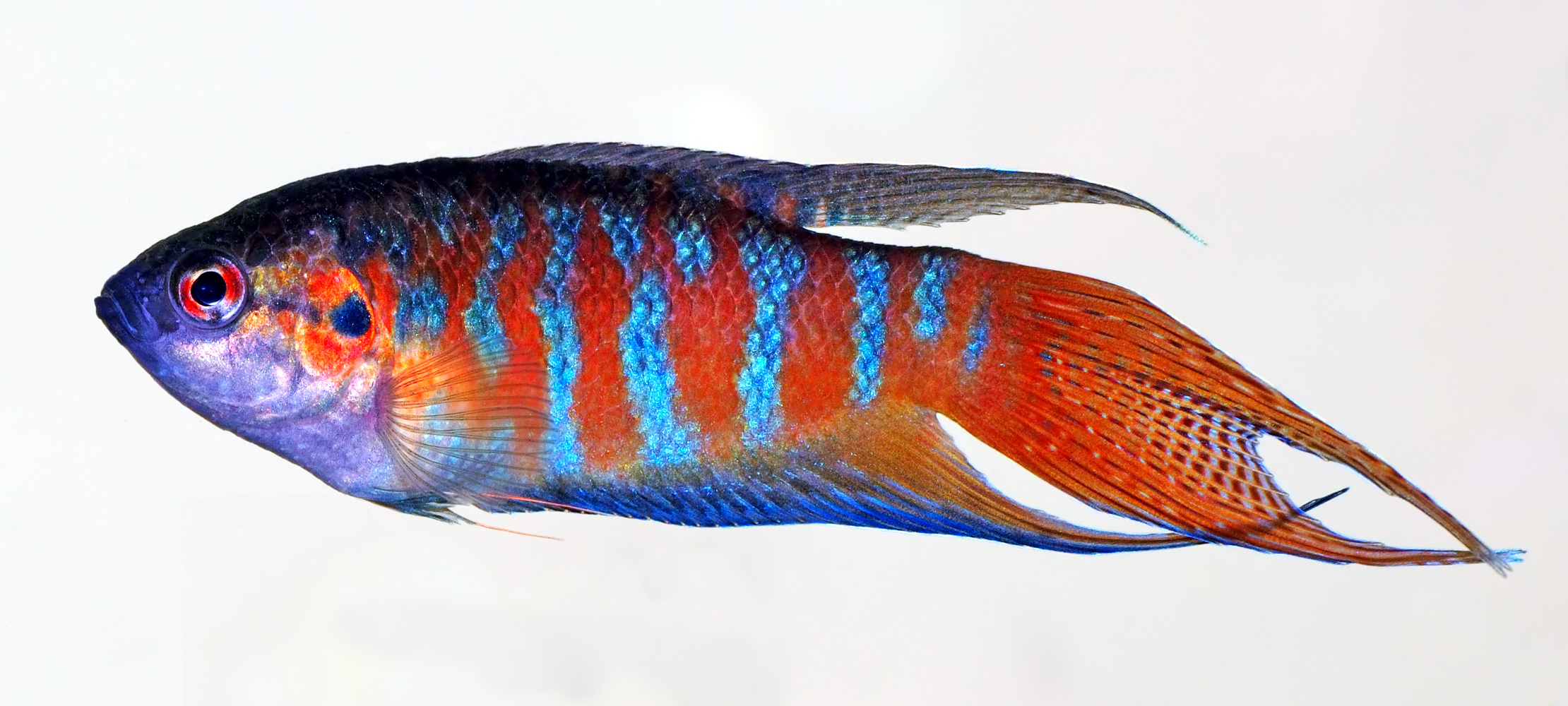
Rájovec dlouhoploutvý, první teplomilná akvarijní ryba v Evropě

Nejstarší doklady o chovu ryb v zajetí, pravděpodobně čistě užitkovém, se dochovaly z poloviny 3. tisíciletí př. n. l. ze sumerského města Lagaš v jižní Mezopotámii. Egyptské fresky z 18. století př. n. l. dokládají chov posvátných rypounů a dalších nilských ryb v bazéncích.
Čistě okrasný chov ryb je poprvé spolehlivě doložen ze středověké Číny. Z divokého karase zlatého zde byla nejpozději za vlády dynastie Sung vyšlechtěna tzv. zlatá rybka. Roku 1163 byl v císařských zahradách ve městě Chang-čou pro zlaté rybky zřízen chovný rybník. V 16. a 17. století se zlaté rybky již běžně chovaly v interiérech ve zvláštních porcelánových nádobách. Z této doby pochází i závojové formy. Evropanům o čínských zlatých rybkách podal zprávu již Marco Polo koncem 13. století, ale do Evropy se poprvé dostaly až ve století sedmnáctém. Roku 1728 byla zlatá rybka rozmnožena v Nizozemsku a roku 1750 dovezena do Francie, kde se stala velmi oblíbenou, zejména zásluhou Madame de Pompadour.
Anglický chemik Joseph Priestley objevil součást vzduchu nutnou pro hoření i dýchání živočichů a zjistil, že tuto součást dodávají zelené rostliny. Později byl tento plyn nazván kyslík. Pochopení vztahu mezi akvarijními živočichy a rostlinami bylo zásadním krokem pro další rozvoj akvaristiky.
Prvními tropickými rybami v evropských akváriích byly labyrintky. Dovoz exotických ryb byl v 19. století závislý na námořních lodích a trval týdny. Labyrintky dýchající vzdušný kyslík byly schopny přežít transport a skvěle se hodily do tehdejších akvárii bez vzduchování či filtrace. Centrem prvních importů tropických ryb byla Francie. Roku 1869 byl dovezen z čínského Kantonu do Paříže rájovec dlouhoploutvý. Ještě téhož roku Pierre Carbonnier rájovce v akváriu rozmnožil. Tím byl určen nový směr vývoje akvaristiky – chov exotických teplomilných ryb. Roku 1872 byla ze Siamu dovezena, rovněž do Francie, bojovnice pestrá. Roku 1875 Carbonnier v akváriu odchoval čichavce zakrslé.
První komerční pěstírna akvarijních ryb byla založena roku 1876 v Lankwitzu u Berlína. Centrem akvaristiky se tím stala střední Evropa. Roku 1891 začal v Německu vycházet první specializovaný akvaristický a teraristický časopis Blätter für Aquarien und Terrarienkunde. O rok později publikoval P. Nitsche příručku pojednávající o komerčním dovozu exotických ryb. Roku 1895 byl ve Vídni založen první akvaristický spolek na světě.

## Historie akvaristiky v Česku
Začátky akvaristiky v Čechách jsou spojeny s Janem Evangelistou Purkyně, který v roce 1856 nechal postavit několik akvárií pro Pražský fyziologický ústav Karlovy university. První nádrž byla předvedena na schůzi Přírodovědeckého sboru Národního muzea. První tištěné články o akváriích vyšly v časopise Vesmír v roce 1875 a v roce 1884 byla vydána první česká kniha o akvaristice: Josef Kafka – „Akvárium, jeho živočišstvo a rostlinstvo – návod ke zřizování, oživování a ošetřování akvárií a terárií“.
První dovoz ryb z tropických oblastí byl zaznamenán v roce 1897, kdy Enrique Stanko Vráz přivezl z Thajska do Prahy bojovnice pestré (Betta splendens). Obliba akvaristiky se rychle šířila a na konci 19. století vznikly první české akvaristické spolky. 7. května 1899 byl založen spolek Aquarium – První spolek přátel aquarií a terrarií v Království Českém v Praze. Téhož roku spolek zorganizoval akvaristickou výstavu v pražské Královské oboře, o rok později i výstavu v Plzni. Spolek působí pod názvem Akvárium zal. 1899 dodnes. V roce 1901 byl založen spolek Iris v Plzni.
Roku 1954 bylo v Praze na Smíchově otevřeno veřejné akvárium Tatra, které fungovalo až do 90. let. Roku 1969 byla v prostorách staré brněnské radnice otevřena stálá výstava akvarijních ryb. Výstava je součástí brněnské zoologické zahrady a je otevřena dodnes. Pořádaly se i významné dočasné výstavy – např. roku 1985 se v pražském paláci U Hybernů konala AKVA TERA 85, do té doby největší výstava akvarijních ryb ve východní Evropě, spojená s prvním Mistrovstvím republiky živorodých ryb.
Česká republika dlouhodobě patří k největším vývozcům akvarijních ryb na světě, přičemž ve finančním vyjádření největšího zobchodovaného objemu dosahují Japonsko a státy jihovýchodní Asie (Thajsko, Indonésie, Singapur). V rámci Evropy konkuruje České republice jen Španělsko či Nizozemsko. U zahraničních kupců jsou české akvarijní ryby oblíbené zejména pro svou kvalitu.
Z České republiky jsou do celého světa vyvážena také krmiva a další doplňky pro akvaristiku (přípravky k léčbě ryb, úprava, desinfekce a testování vody apod.).

#### Historie akvaristiky
- Karel Krček – Z historie naší akvaristiky, 2. díl, 3.-4. díl, 5. díl, 6. díl, 7. díl, 8. díl, 9. díl, 10. díl, 11. díl, 12. díl
- Jiří Vítek – Akvaristika včera, dnes a zítra

#### Diskusní fóra a komunitní servery
- AKVA CZ – komunikační portál Unie akvaristů České republiky

#### Odborné servery
- Aquatab.net
- Online časopis Akvárium (slovensky)